# Hötorget (metrostation)
Hötorget (Zweeds voor Hooimarkt) is een metrostation in de Zweedse hoofdstad Stockholm aan de groene route dat wordt bediend door alle lijnen van de groene route.  

## Station
Het station, op 1,5 kilometer ten noorden van Slussen, ligt onder de Sveavägen tussen de Apelbergsgatan in het noorden en de Oxtorgsgatan in het zuiden. Midden boven het station ligt de Kungsgatan waar zich ook een verdeelhal met een ondergrondse winkelstraat bevinden. Door de typische betegeling uit de jaren vijftig lijkt het in zekere zin op een badkamer. In 1998 werd aan het plafond een kunstwerk, bestaande uit neonbuizen, van de kunstenaar Gun Gordillos opgehangen.   

## Toegangen
De ingang van de ondergrondse winkelstraat ligt aan de westzijde op de beganegrond van het Konserthuset (Concertgebouw) van Stockholm, aan de oostzijde ligt de ingang op de begane grond van een kantoorgebouw. Verder heeft het station aan de noordkant een ingang met trappen op de hoek van de Tunnelgatan 9 en Sveavägen aan de oostkant en op de hoek van Olof Palme gatan en Sveavägen 29 aan de westkant, en een ingang aan de zuidkant bij Sergelgatan met trappen bij de Hötorgsgången aan de westkant en de Sveavägen 18 aan de oostkant.

## Metroverkeer
Het station werd geopend op 26 oktober 1952 als eindpunt in het centrum van de westlijn naar Vällingby. Het station kreeg destijds de naam Kungsgatan, maar dat werd gewijzigd toen het zuidelijke en westelijke deel van de metro op 24 november 1957 met elkaar werden verbonden. Omdat de Kungsgatan ongeveer 1,5 kilometer lang is werd gekozen voor een nauwkeurigere plaatsaanduiding en werd het station genoemd naar het plein voor het Concertgebouw, de historische hooimarkt. 

## Galerij

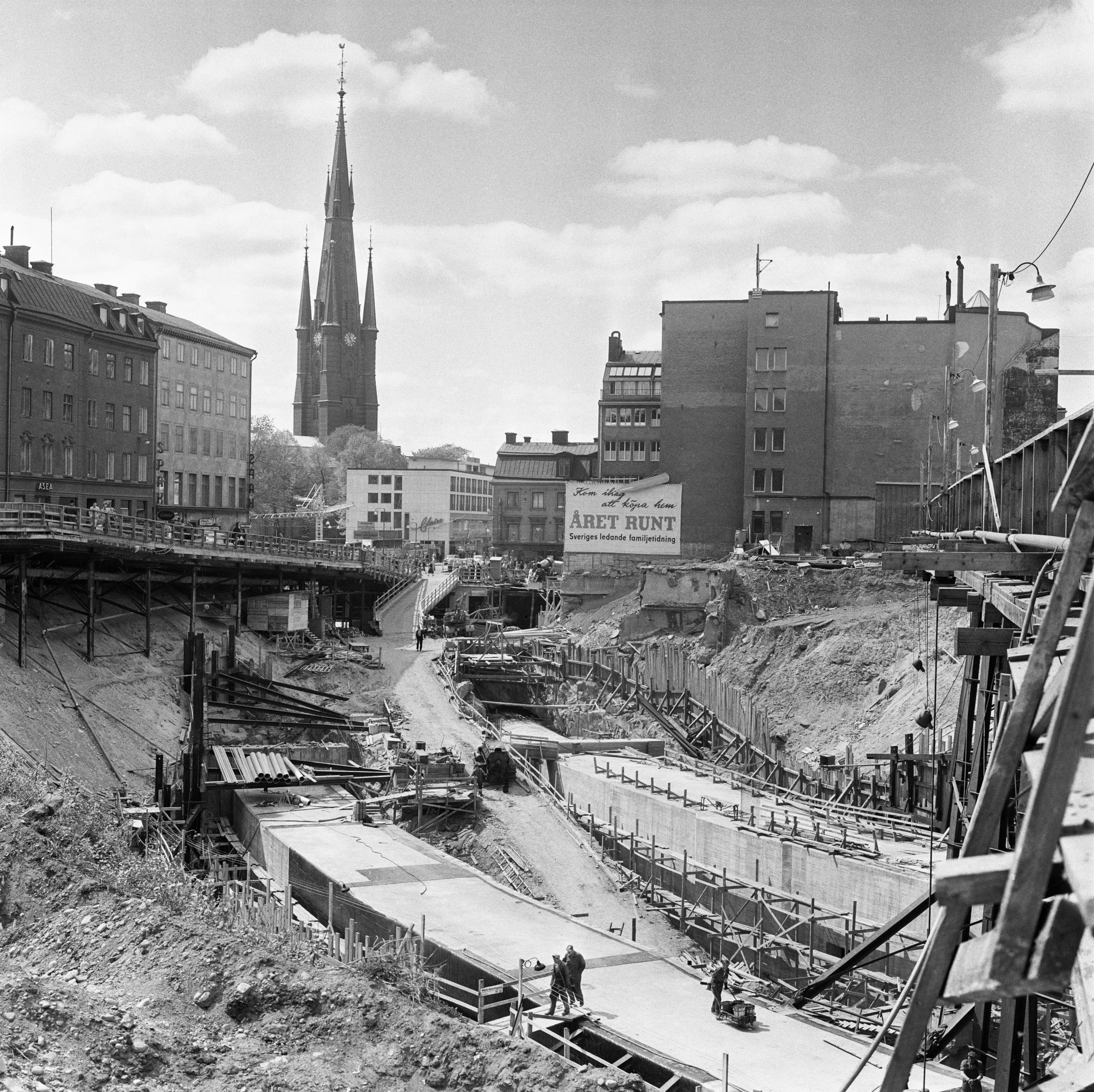
De tunnelbouw tussen Hötorget en T-Centralen ter hoogte van de Master Samuelsgatan
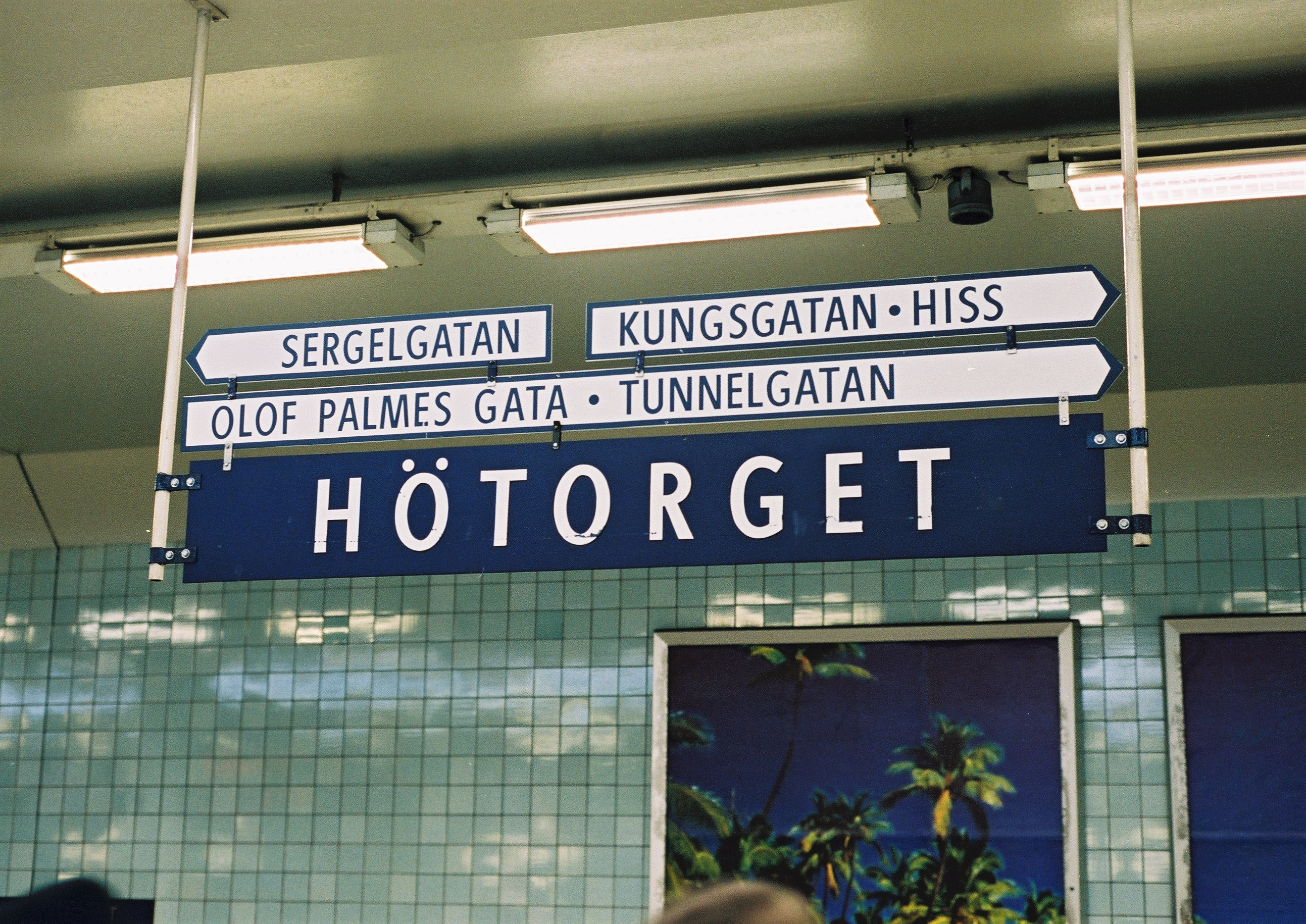
De stationsnaam met de wegwijzers naar de verschillende uitgangen
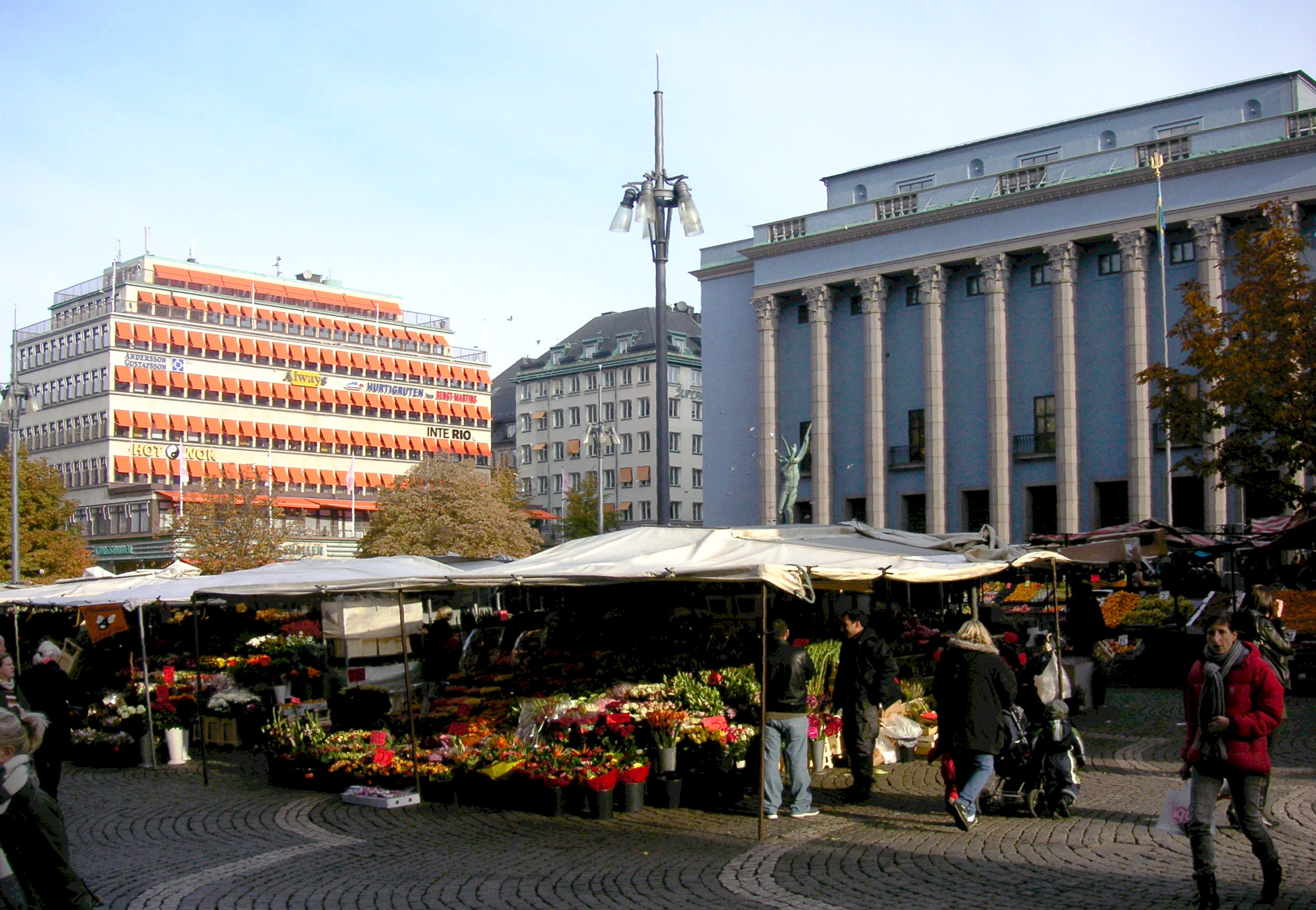
Hötorget met concertgebouw in 2007

Åkeshov· 
Brommaplan·
Abrahamsberg· 
Stora Mossen· 
Alvik · 
Kristineberg · 
Thorildsplan  · 
Fridhemsplan · 
S:t Eriksplan · 
Odenplan  · 
Rådmansgatan  · 
Hötorget · 
T-Centralen ·  
Gamla Stan · 
Slussen · 
Medborgarplatsen ·  
Skanstull · 
Gullmarsplan ·  
Skärmarbrink·  
Hammarbyhöjden·  
Björkhagen·  
Kärrtorp ·  
Bagarmossen·  
Skarpnäck
Alvik · 
Kristineberg · 
Thorildsplan  · 
Fridhemsplan · 
S:t Eriksplan · 
Odenplan  · 
Rådmansgatan  · 
Hötorget · 
T-Centralen ·  
Gamla Stan · 
Slussen · 
Medborgarplatsen ·  
Skanstull · 
Gullmarsplan ·  
Skärmarbrink ·  
Blåsut·  
Sandsborg·  
Skogskyrkogården ·  
Tallkrogen·
Gubbängen·  
Hökarängen·
Farsta·
Farsta strand
Hässelby strand · 
Hässelby gård ·
Johannelund ·
Vällingby ·
Råcksta ·
Blackeberg ·
Islandstorget ·
Ängbyplan ·
Åkeshov· 
Brommaplan·
Abrahamsberg· 
Stora Mossen· 
Alvik · 
Kristineberg · 
Thorildsplan  · 
Fridhemsplan · 
S:t Eriksplan · 
Odenplan  · 
Rådmansgatan  · 
Hötorget · 
T-Centralen ·  
Gamla Stan · 
Slussen · 
Medborgarplatsen ·  
Skanstull · 
Gullmarsplan ·  
Globen ·
Enskede gård ·
Sockenplan ·
Svedmyra ·
Stureby ·
Bandhagen ·
Högdalen ·
Rågsved ·
Hagsätra